# Oslo universitetssjukhus, Ullevål

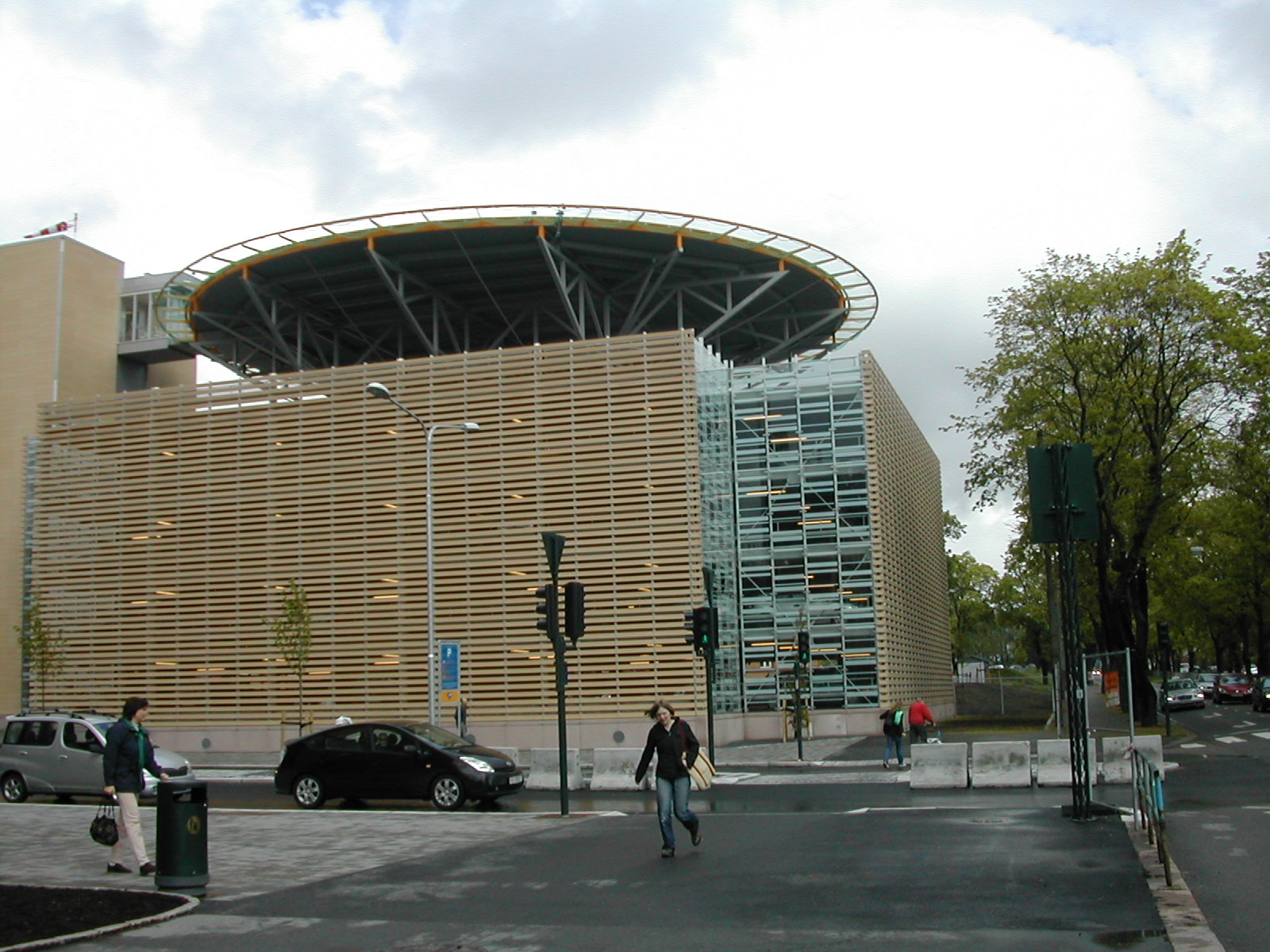
Det nya parkeringshuset vid sjukhusets ingång har en helikopterlandningsplats på taket, med hiss och bro direkt till akutmottagningen.

Oslo universitetssjukhus, Ullevål (tidigare Ullevål sjukhus och Ullevål universitetssjukhus) är ett sjukhuskompleks på Ullevål i Bydel St. Hanshaugen i Oslo som är en del av Oslo universitetssjukhus sedan 2009. Det var ett fristående sjukhus från 1887 till 2008. Det är inte längre en administrativ enhet, men endast en beteckning för den verksamhet inom Oslo universitetssjukhus och de byggnader som ligger på Ullevål.
Ullevåls sjukhus i Christiania (numera Oslo) öppnades 1887. Det ägdes av Oslo kommun till 2002 och av staten från 2002.
Sjukhuset omfattar medicinsk forskning och undervisning, och är samtidigt lokalsjukhus för Sagene, Nordre Aker, Østensjø, Norstrand och Søndre Norstrand. Sjukhusets barnklinik är lokalsjukhus för hela Oslo. Dessutom är det centralsjukhus för hela huvudstaden och regionsjukhus för Helse Sør-Øst samt nivå I-traumacentrum för hälften av landets befolkning. Sjukhuset är ett högt specialiserat sjukhus med många olika funktioner. Det är knutet till den medicinska fakulteten vid Universitetet i Oslo.